# Croton schultzii
Croton schultzii är en törelväxtart som beskrevs av George Bentham. Croton schultzii ingår i släktet Croton och familjen törelväxter. Inga underarter finns listade i Catalogue of Life.